# Linden (Texas)
Pour les articles homonymes, voir Linden.
La ville américaine de Linden est le siège du comté de Cass, dans l’État du Texas. Elle comptait 1 988 habitants lors du recensement de 2010.

## Source
- (en) Cet article est partiellement ou en totalité issu de l’article de Wikipédia en anglais intitulé « Linden, Texas » (voir la liste des auteurs).